# Can Camp (l'Ametlla del Vallès)

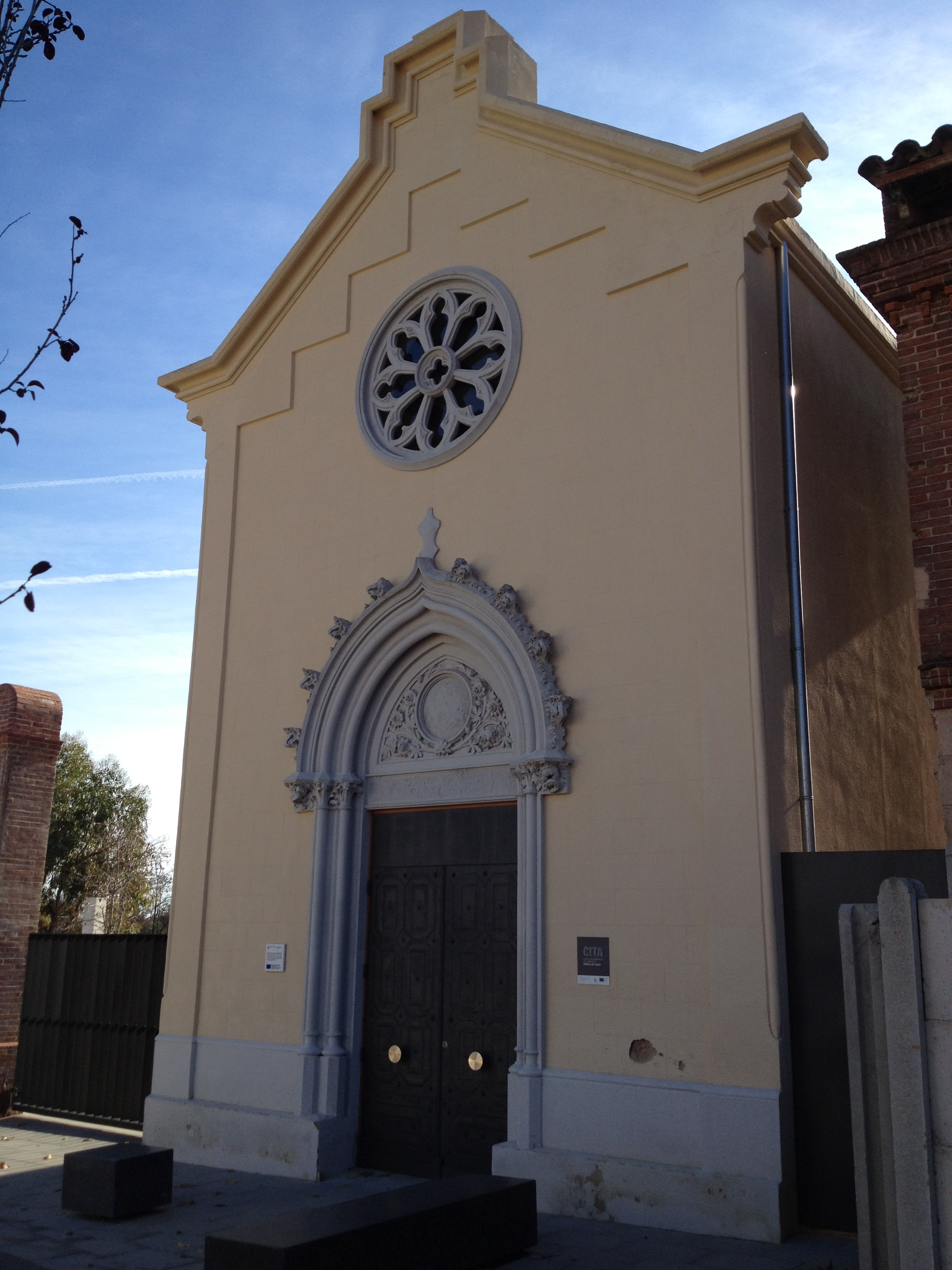
Antiga capella de la Mare de Déu del Roser

Can Camp era una masia de l'Ametlla del Vallès, al Vallès Oriental. Era al sud del nucli principal ametlletà, entre la carretera BP-1432, de la Garriga a Sant Feliu de Codines, i el barri de Can Diví, al mig del barri del mateix nom. Al seu entorn, en terres seves, va néixer als anys 60 el barri actual, quan els propietaris de la finca agrícola i històrica de Can Camp n'urbanitzaren les terres per a vendre-les per parcel·les. La Capella de la Mare de Déu del Roser és la capella de la masia. És l'edifici més a l'est del conjunt de construccions d'aquesta masia.
En el si de l'església catòlica està adscrita a Sant Genís de l'Ametlla (arxiprestat de Montbui-Puiggraciós, Bisbat de Terrassa).

## Història
Les primeres referències del Mas Camp són de 1225, si bé és sabut que el 1375 es va abandonar a causa de l'epidèmia de pesta.
La història més recent situa la propietat de Can Camp, a començaments del segle xx, en mans de Sebastià Torres i Planas, un terratinent amb propietats a la Guinea espanyola i membre de la candidatura dels quatre presidents. Si bé durant la guerra civil espanyola va ser col·lectivitzada i serví de casa de refugiats, en acabar retornà als seus antics propietaris. Heretà la propietat la seva filla única i soltera, Maria Teresa Torres i Rius qui la va mantenir com a explotació agricola fins a l'any 1955 quan la va vendre a Juan de Orlandis Habsburgo i Hildegarda Bragagnolo i Daiqui Chevalier, baronesa de Pinopar i coneguda popularment com "la baronessa".

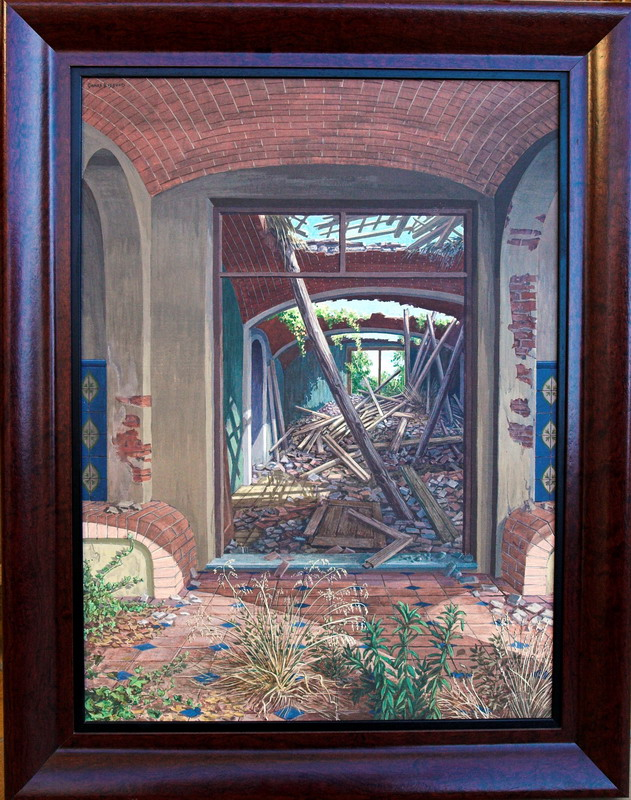
Les ruïnes de la masia de Can Camp vistes per Josep Comes i Busquets

Els nous propietaris varen continuar amb l'explotació fins a l'any 1958, en què començaren a vendre diferents porcions de terreny i acabaren urbanitzant totalment la finca l'any 1961. Dins dels serveis de la urbanització, varen crear un club social. Amb tot, la mala gestió que sempre caracteritzà el matrimoni en els seus negocis i la mort de Juan de Orlandis l'any 1977, generaren fortes tensions amb els parcel·listes. Pressionada per les càrregues tributàries, la baronessa abandonà la casa pairal de Can Camp a començaments dels anys 80, i aquesta restà abandonada fins a l'any 2006, quan fou comprada per l'ajuntament per tal de dedicar-la a equipaments.
Després de presentar un pla de rehabilitació, la dificultat i cost de la seva recuperació varen aconsellar enderrocar l'edifici el 2008, restant dempeus només la capella de la Mare de Déu del Roser de Can Camp. El primer dels equipaments previstos instal·lar al lloc que havia ocupat la masia és una llar d'infants.